# Казахский национальный университет
Казахский национальный университет имени аль-Фараби (каз. Әл-Фараби атындағы Қазақ ұлттық университеті / Äl-Farabi atyndağy Qazaq ūlttyq universitetı) — казахстанское многопрофильное высшее учебное заведение, расположенное в Алма-Ате. Был основан в 1934 году. С 1991 года носит имя средневекового философа и ученого — Абу́ Насра Аль-Фараби.
В составе университета функционирует 16 факультетов, 67 кафедр, 32 научно-исследовательских институтов и центров, технопарк; работают более 2 тысяч профессоров, докторов, кандидатов наук и докторов философии, более 100 академиков крупнейших академий, более 40 заслуженных деятелей Республики Казахстан, около 40 лауреатов Государственных и именных премий РК и 40 лауреатов премий молодых ученых, 47 стипендиатов государственных научных стипендий.
Образовательная система КазНУ включает бакалавриат, высшее специальное образование, магистратуру и докторантуру. Приём в КазНУ осуществляется по государственным образовательным грантам и на договорной основе. Подготовка специалистов осуществляется по более чем 180 специальностям.
КазНУ включает также колледж, институт повышения квалификации, 25 специализированных диссертационных советов по защите докторских диссертаций по 67 специальностям, в университете проходят обучение более
20 тысяч студентов, магистрантов и докторов. В научную инфраструктуру входят также 11 центров.
В университете обучаются более 25 тысяч студентов и магистрантов по многоуровневой системе высшего профессионального образования. Осуществляется сотрудничество с 418 крупнейшими международными вузами мира по реализации совместных международных программ обучения, обмену студентов и проведения стажировок.
Согласно рейтингу университетов QS World University Rankings, КазНУ занимает 150 место среди университетов мира (на 2022 год), 11 место по странам Восточной Европы и Центральной Азии (на 2016 год). В обоих рейтингах КазНУ получил самую высокую оценку среди всех ВУЗов Казахстана и Центральной Азии.
По итогам Национального рейтинга ведущих многопрофильных вузов Казахстана за 2024 год, университет занял 1-е место с итоговой оценкой 74.92 из 100 возможных баллов. Высокие показатели академических данных и авторитетная оценка со стороны экспертов и работодателей свидетельствуют о сильных образовательных и научных позициях университета.
Университет, будучи членом Международной Ассоциации университетов и соучредителем Евразийской Ассоциации университетов, первый среди вузов Казахстана и стран Центральной Азии подписал великую хартию европейских Университетов.

## История

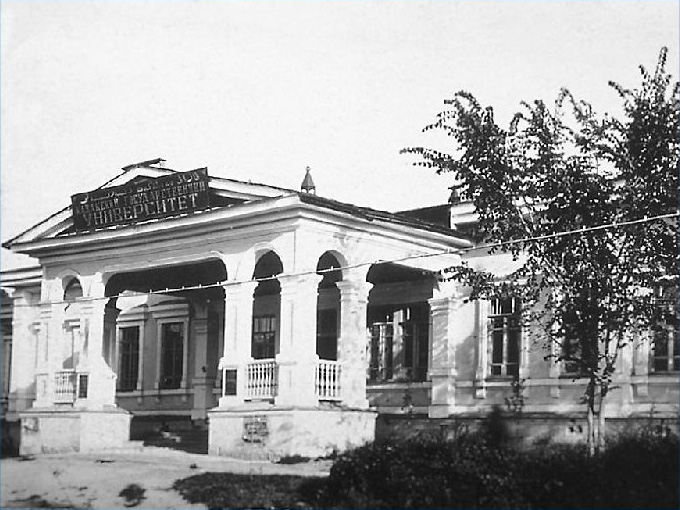
Главное здание университета в 1934 году.

Казахский государственный университет (КазГУ) был открыт 15 января 1934 года. 19 января 1934 г. в здании бывшей Верненской гимназии (ул. Казыбек би, 28, бывшая Советская) приступили к занятиям 54 студента, в том числе 32 — физико-математического и 22 — биологического факультетов.
После дополнительного набора в феврале-марте 1934 г. количество студентов возросло до 94, из которых 48 были казахами. Учебную и научную работу проводили 25 преподавателей, в том числе 5 профессоров, 10 — доцентов. В сентябре 1934 г. были проведены первые вступительные экзамены на химическом факультете.
2 декабря 1934 года университету было присвоено имя Кирова С. М.
В 1937 году был создан первый гуманитарный факультет — факультет иностранных языков; через год филологический факультет. В становлении университета оказали помощь вузы Москвы, Ленинграда, Казани, Украины. Сюда приехали работать Молюков И. Д., Сокольский Д. В. из МГУ, Персидский К. П. из Казанского университета и другие учёные.
В годы Великой Отечественной войны 287 студентов и сотрудников (в том числе 135 добровольцев) ушли на фронт. Студент Попов А. Г. удостоен звания Героя Советского Союза. В память погибших в боях за родину в учебном корпусе № 4 сооружён мемориал «Слава». В годы войны в университете работали эвакуированные в Алма-Ату член-корреспондент АН СССР Думанский А. В., Догель В. А. и другие учёные.
Во время становления университета в 1930-х — 1940-х годах с КазГУ была связана педагогическая деятельность таких значительных учёных того времени, как Ауэзов М. О., Тажибаев Т. Т., Козловский М. Т., Персидский К. П., Домбровский Б. А., Бекмаханов Е. Б., Булатов С. Я., Нейштат С. А., Исмаилов Е. С., Хусаинова М. З. и других известных учёных и общественных деятелей.
В 1941 году на базе Казахского коммунистического института журналистики было создано отделение журналистики филологического факультета. После тяжелых лет войны начали открываться новые факультеты. В 1948 году открылись исторический, геолого-географический, а затем экономический факультеты. В 1955 году на базе юридического института открылся юридический факультет, а из физико-математического образовались 2 факультета — физический и математический.
В 1963 году на базе экономического факультета КазГУ был создан «Алма-Атинский институт народного хозяйства» (АИНХ), известный как Университет «Нархоз».
В 1968 году в университете организованы факультеты журналистики и философско-экономический.
В 1971 году университет награждён орденом Трудового Красного Знамени.
В 1991 ВУЗу присвоено имя аль-Фараби. 9 января 1993 года вузу присвоен статус государственного национального высшего учебного заведения. С 1999 года вуз выпускает журнал Вестник. Серия физическая.
В 2009 году Казахский национальный университет имени Аль-Фараби попал в список лучших высших заведений в мире по версии престижного рейтинга университетов «Таймс». Вошёл в список 600 лучших ВУЗов из общего количества участников, которых 16000. В университете на момент попадания в рейтинг училось свыше 20 тыс. студентов из различных стран ближнего и дальнего зарубежья.
В 2014 году агентство «Эксперт РА» присвоило ВУЗу рейтинговый класс «С», означающий «высокий уровень» подготовки выпускников.

## Международная деятельность
Ежегодно свыше 2000 студентов КазНУ проходят обучение и прохождение языковых стажировок, а также научные стажировки в зарубежных учреждениях науки и образования. Университет ежегодно организует зарубежные деловые поездки для более чем 600 преподавателей и административного персонала университета на международные конференции, встречи по приглашениям зарубежных высших учебных заведений и организаций в страны СНГ, Европы, Северной и Южной Америки, Ближнего Востока.
КазНУ активно способствует повышению позитивного имиджа Казахстана за рубежом. Центры, кафедры создаются в зарубежных партнёрских вузах при активной поддержке университета. Также организованы курсы казахского языка, где студенты знакомятся с историей, культурой, искусством, жизнью казахского народа, среди которых следует отметить Московский государственный лингвистический университет (Россия) и Университет Адама Мицкевича (Польша).
КазНУ им. Аль-Фараби в сотрудничестве с международными партнёрами осуществляет ряд крупных международных научных и образовательных проектов, таких как «Зеленый мост через поколения», который имеет диалоговую площадку www.greenbridge.kaznu.kz. Платформа «Зеленый мост через поколения» создана для реализации идеи Президента Казахстана: «Глобальная энергетическая экологическая стратегия устойчивого развития в XXI веке» и «Зеленый мост». КазНУ первым среди вузов Центральной Азии представил платформу на конференции Rio + 20: присоединился к Декларации ООН по устойчивому развитию RIO-20, возглавил секцию конференции RIO + 20.
В январе 2014 года КазНУ им. Аль-Фараби было поручено возглавить глобальный центр академического воздействия ООН (академическое влияние ООН) в области устойчивого развития. Центрально-азиатский региональный центр ЮНЕСКО по устойчивому развитию создан на базе КазНУ в соответствии с программой UNITWIN, предложенной ЮНЕСКО.
«Евразийское разнообразие и роль университетов в устойчивом развитии» III Форум азиатских университетов состоялся в рамках мероприятий, посвященных 80-летию КазНУ, а также продвижения мероприятий университета по устойчивому развитию, которые проходили в рамках VII Астанинский экономический форум 2014 года в Астане и в Алматы. КазНУ выбран в качестве основной организации для проведения международной конференции на тему «Новая парадигма устойчивого человеческого развития. G-Global — формат глобального диалога» совместно с Всемирной академией искусств и наук (WAAS) и Всемирной Консорциум университетов (WUC) с участием представителей ведущих международных организаций, признанных ученых с мировым именем, видных общественных деятелей.

## Наука и инновации
В составе КазНУ открыт Департамент по науке и инновационной деятельности КазНУ, которое является структурным подразделением университета. Департамент по науке и инновационной деятельности осуществляет и координирует проводимые в университете научно-исследовательские и опытно-конструкторские работы (НИОКР), а также подготовку кадров высшей квалификации. Департамент является единой научной структурой, объединяющей все научно-исследовательские подразделения университета, включая факультеты, научно-исследовательские институты (НИИ), научные центры (НЦ), Технопарк и др. Департамент определяет научную и инновационную деятельность на основе стратегии развития Университета, решений Ученого совета КазНУ им. аль-Фараби и Научно-технического совета. Целью деятельности Департамента является содействие наиболее полному использованию научного и интеллектуального потенциала КазНУ им. аль-Фараби, комплексному развитию научно-исследовательской, научно-производственной деятельности для повышения эффективности результатов НИОКР и качества обучения, организации инновационной деятельности, реализации образовательных программ и укреплению международного сотрудничества ученых и специалистов.

## Факультеты
На данный момент, в КазНУ существует 16 факультетов: 
- Факультет географии и природопользования
- Факультет биологии и биотехнологии
- Физико-технический факультет
- Механико-математический факультет
- Факультет химии и химической технологии
- Факультет филологии, литературоведения и мировых языков
- Факультет журналистики
- Факультет информационных технологии
- Факультет истории, археологии и этнологии
- Факультет философии и политологии
- Высшая школа экономики и бизнеса
- Юридический факультет
- Факультет востоковедения
- Факультет международных отношений
- Факультет довузовского образования
- Факультет медицины и общественного здравоохранения

## При университете действуют
- Центр аль-Фараби
- Студенческое бюро по Болонскому процессу
- Студенческий профсоюз «Сұңқар» / «Сокол»
- Научная библиотека
- Профильная школа при КазНУ им. аль-Фараби
- Колледж КазНУ им. аль-Фараби
- Музей истории КазНУ им. аль-Фараби
- Архив КазНУ им. аль-Фараби
- Музей биологии
- Музей археологии и этнологии
- Музей палеолита
- Команда КВН «КазГУ Град»
- Танцевальный ансамбль «Бахыт»
- Студенческий драматический театр КазНУ им. аль-Фараби «БІЗ»
- Вестник КазНУ
- Газета «Қазақ университеті», Международный бюллетень (на двух языках)
- Сенат студентов КазНУ
- Профсоюз работников «Парасат»
- Ассоциация выпускников
- Военная кафедра
- Институт повышения квалификации
- Совет работодателей
- Театральный клуб «Эйдос», зарегистрированный на городском уровне
- Издательство «Қазақ университеті»
- Дебатный клуб КазНУ
- Интеллектуальный клуб КазНУ
- Студенческий дискуссионный клуб «Политолог»
- Дипломатический клуб «Талейран» при факультете международных отношений
- Малая академия аль-Фараби
- Центр социальных исследований и инжиниринга при кафедре социологии и социальной работы
- Политологическая библиотека им. Т. Т. Мустафина при кафедре политологии и политических технологий
- Инновационный центр «Farabi HUB»

## Институты
- Институт государства и права
- Научно-исследовательский институт экспериментальной и теоретической физики (НИИ ЭТФ)
- Научно-исследовательский институт новых химических технологий и материалов (НИИ НХТМ)
- Центр физико-химических методов исследования и анализа (ЦФХМА)
- Научно-исследовательский институт проблем биологии и биотехнологии (НИИ ПББ)
- Институт повышения квалификации (ИПК)
- Институт Конфуция
- Научно-технологический парк (Технопарк)
- Национальная нанотехнологическая лаборатория открытого типа (ННЛОТ)

## Преподавательский состав
В Казахском национальном университете имени аль-Фараби (КазНУ) работают 3198 преподавателей, что делает его одним из крупнейших вузов Казахстана по численности профессорско-преподавательского состава. Значительная часть преподавателей обладает высокими академическими степенями:
- Доктор PhD — 729 человек
- Доктор наук — 346 человек
- Кандидат наук — 804 человека[14]

## Университетский комплекс КазГУград
Университетский комплекс площадью 90 га расположен между рекой Есентай (Весновка) на востоке, Ботаническим садом на западе, от улицы Тимирязева на севере до проспекта аль-Фараби на юге. Строительство комплекса было начато в 1971 году. Проект был разработан авторским коллективом института по проектированию высших учебных заведений «Гипровуз» (архитекторы Бондаренко В. П. — руководитель, Егоров В. М., Зимин Ю. С., инженер Самарцев Л. П.).
Первоначально планировалось осуществить строительство в 2 очереди: первая очередь (до 1986 года) включала в себя возведение учебных корпусов гуманитарных и естественных факультетов, зданий ректората и научно-исследовательского назначения, актового зала, общежитий, спорткомплекса, поликлиники, хозяйственных сооружений; вторая очередь (планировалось осуществить до 1995 года) предусматривала строительство учебных корпусов точных наук, корпусов научно-исследовательских институтов, лабораторий и библиотеки на 2,5 млн томов, общежитий и др.
В планировке университетского комплекса выделяются 4 функциональные зоны — учебно-производственная, спортивная, жилая и хозяйственная. Основным стержнем, соединяющим эти зоны, является эспланада. Доминирующее положение занимает высотное здание ректората (высота 75 м), подчёркивающее архитектурно-композиционную значимость всего комплекса.
По состоянию на 2004 год в студенческом городке университета имелись 10 учебных корпусов, 17 общежитий, дворец студентов им. У.Жолдасбекова, спортивный комплекс, издательство «Қазақ университеті», газета, телерадиостудия «Сана».
В 2005 году в соответствии с планом развития университета, одобренным Президентом Республики Казахстан Н. А. Назарбаевым, со здания Научной библиотеки начался второй этап строительства университетского комплекса.

Здание ректората КазНУ
Дворец студентов имени У. А. Джолдасбекова

## Ректоры
Ректоры КазНУ:
- 1934—1940 — Олихов Фёдор Трофимович
- 1940—1947 — Лукьянец, Иван Куприянович
- 1948—1953 — Тажибаев Тулеген Тажибаевич
- 1953—1955 — Закарин Аскар Закарьевич
- 1955—1961 — Дарканбаев Темирбай Байбусынович
- 1961—1970 — Закарин Аскар Закарьевич
- 1970—1986 — Джолдасбеков Умирбек Арисланович
- 1986—1988 — Ергожин Едил Ергожаевич
- 1988—1991 — Абдильдин Мейрхан Мубаракулы
- 1991—2001 — Нарибаев Купжасар Нарибаевич
- 2001—2008 — Кожамкулов, Толеген Абдисагиевич
- 2008—2010 — Жумагулов Бакытжан Турсынович
- 2010—2021 — Мутанов Галимкаир Мутанович[17]
- c 05.02.2021 — Туймебаев Жансеит Кансеитович